# Abraham Zapruder
Abraham Zapruder (* 15. Mai 1905 in Kowel, Ukraine; † 30. August 1970 in Dallas, Texas) war ein Amateurfilmer, der als Zuschauer des Präsidentenempfanges in Texas zufällig das Attentat auf John F. Kennedy in Dallas am 22. November 1963 filmte.

## Leben

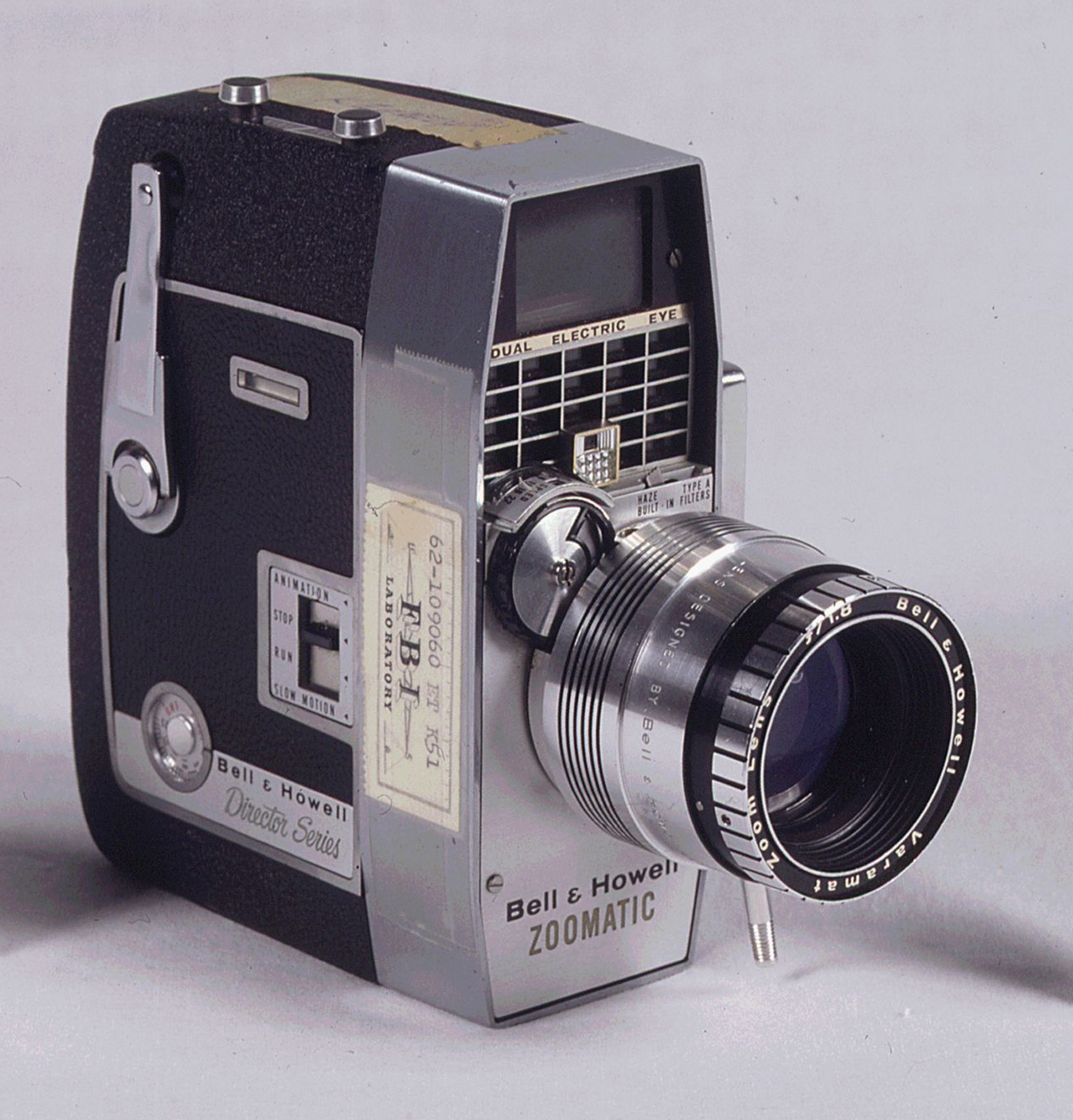
Zapruders Kamera

Zapruder, der ein Unternehmen für Damenoberbekleidung besaß, verwendete eine damals sehr fortgeschrittene Filmkamera vom Typ 414-PD-Bell-&-Howell-Zoomatic-Director-Series aus dem Jahr 1962, bestückt mit einem Kodak Kodachrome II safety film.
Innerhalb einer Stunde nach dem Attentat tauchte der Journalist und Geheimdienstmitarbeiter Forrest Sorrels bei Zapruder im Büro auf. Der Film ging zum Fernsehsender WFAA. Der Film selbst war nicht auf dem Bildschirm zu sehen, da WFAA keine Möglichkeiten hatte, den 8-mm-Film zu entwickeln, Zapruder selbst war allerdings innerhalb von zwei Stunden im Rahmen eines Interviews zu sehen.
Nachdem Kodak den heute so genannten Zapruder-Film entwickelt hatte, gingen zwei Kopien des Films an den Geheimdienst und eine an Zapruder. Er verkaufte ihn mit allen Rechten für 150.000 US-Dollar (entspricht heute ungefähr 1.328.000 US-Dollar) an das Life Magazine; Teil des Vertrages war, dass der eigentliche Effekt des Schusses auf Kennedys Kopf nicht gezeigt werden durfte (Bild 313). Zapruder spendete die erste Rate von 25.000 US-Dollar der Witwe des ermordeten Polizeibeamten J. D. Tippit.
Abraham Zapruder war ein Mitglied im Bund der Freimaurer und engagierte sich ebenfalls bei den Shrinern für die kostenlose medizinische Versorgung von Kindern. Er starb am 30. August 1970 an Magenkrebs.

## Ehrung
Nach Abraham Zapruder ist eine Zeitschrift zur Geschichte sozialer Konflikte benannt, die seit 2002 erscheint. Er habe von unten Geschichte gemacht, heißt es in der Begründung des The Zapruder World Project.

## Zapruder in der Populärkultur
Im Spielfilm Parkland aus dem Jahr 2013 übernahm Paul Giamatti die Rolle Zapruders in dem Filmdrama, das die Ereignisse nach der Ermordung Kennedys zeigt.
Bob Dylan erwähnt den Film Zapruders in seinem Song Murder Most Foul (2020): „Zapruder's film I seen night before / Seen it thirty-three times, maybe more / It's vile and deceitful, it's cruel and it's mean / Ugliest thing that you ever have seen / …“ (Verse 3, 27 ff.) auf dem Album Rough and Rowdy Ways.